# Połaniec (Wzgórza Trzebnickie)
Połaniec – wzniesienie należące do Wzgórz Trzebnickich, położone w Paśmie Ciemnej Góry, o wysokości bezwzględnej 245,0 m n.p.m. położone w Gminie Trzebnica, powiecie Trzebnickim, województwie Dolnośląskim, w pobliżu miejscowości Malczów (obręb ewidencyjny). Zlokalizowane jest na południowy wschód od Bukowego Wierchu, na północy-zachód od Dębowego Wierchu / Zielonki, na południe od miejscowości Przecławice i na zachód od Malczowa. Potocznie określana jest jako połonina, gdyż dostrzega się jego podobieństwo do bieszczadzkich połonin. Wynika to z faktu, że znaczna część masywu zajmują pola i łąki w otoczeniu lasów. Połaniec w różnych publikacjach wskazywany bywa także jako dobry punkt widokowy.
Na historycznych mapach niemieckich (przykładowo Messtischblatt 1905-1944) opisywane wzniesienie ma określoną wysokość bezwzględną na 245,7 m n.p.m..
Nazwa własna Połaniec ujęta jest w Państwowym Rejestrze Nazw Geograficznych: identyfikator PRNG – 235642, identyfikator IIP – PL.PZGiK.320.NGRP.235642. Rejestr ten podaje następujące współrzędne geograficzne punktu głównego: szerokość geograficzna – 51°18'47" N, długość geograficzna – 16°59'06" E.

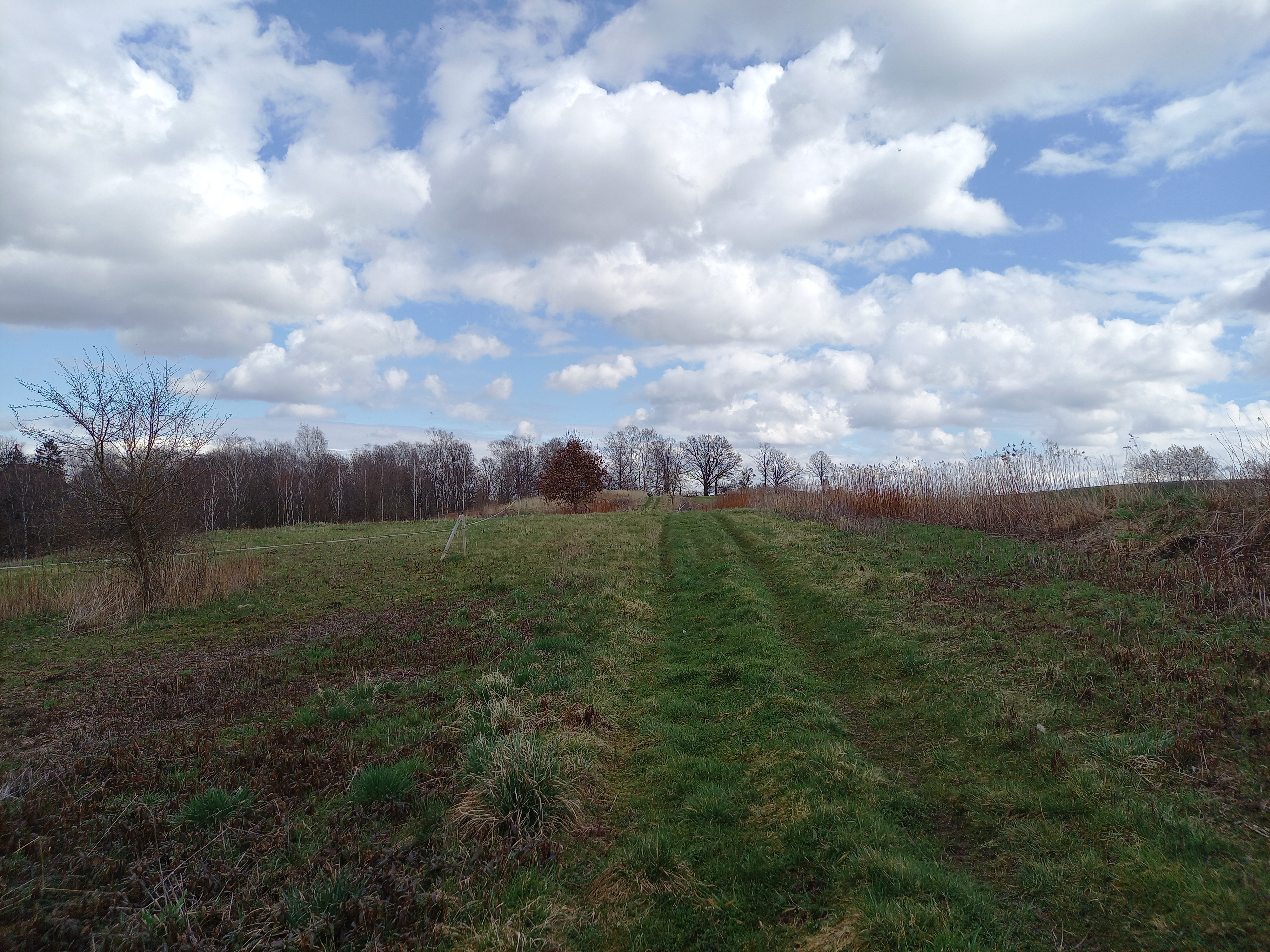
droga z Bukowego Wierchu
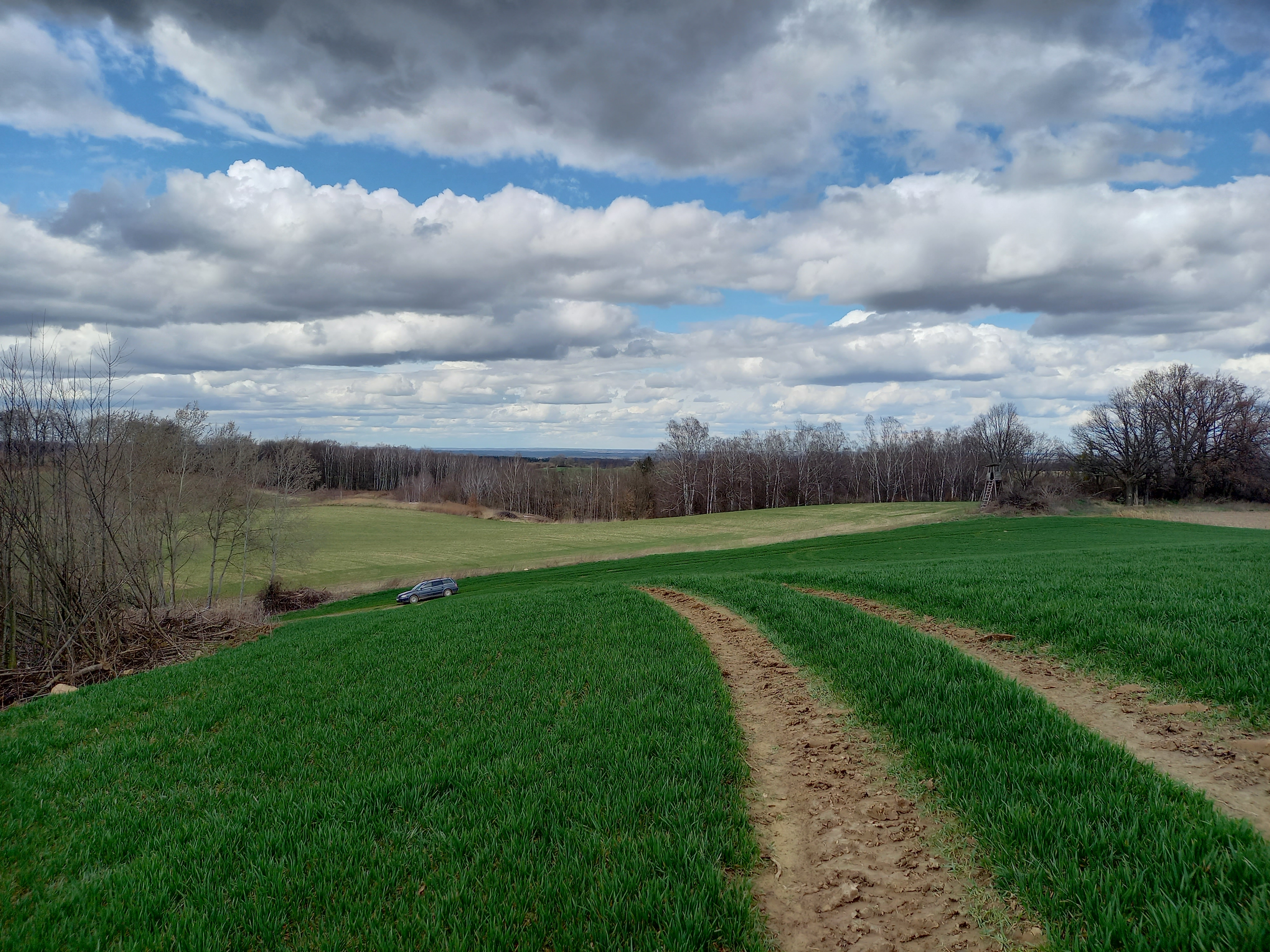
widok w kierunku Bukowego Wierchu
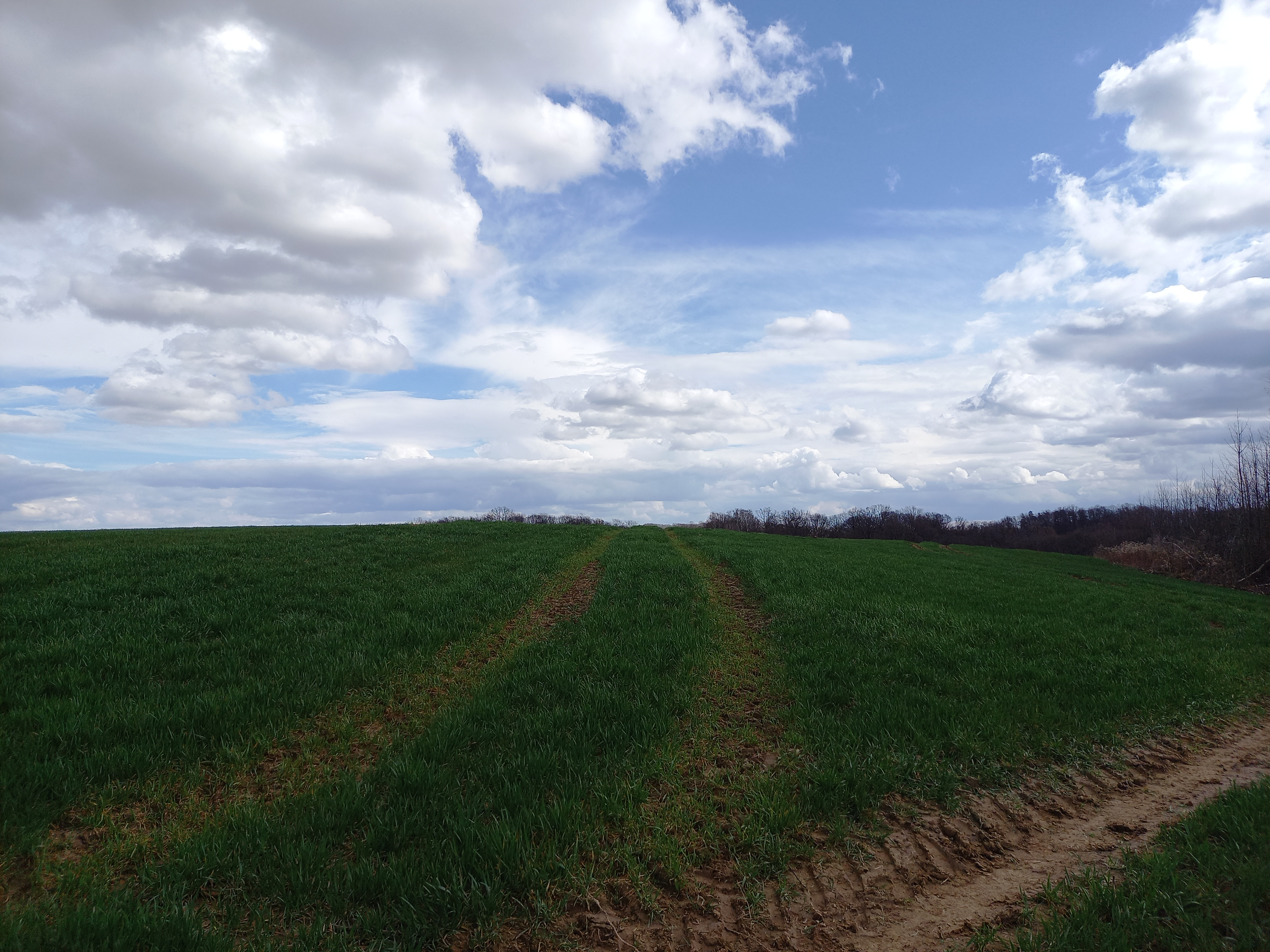
punkt główny

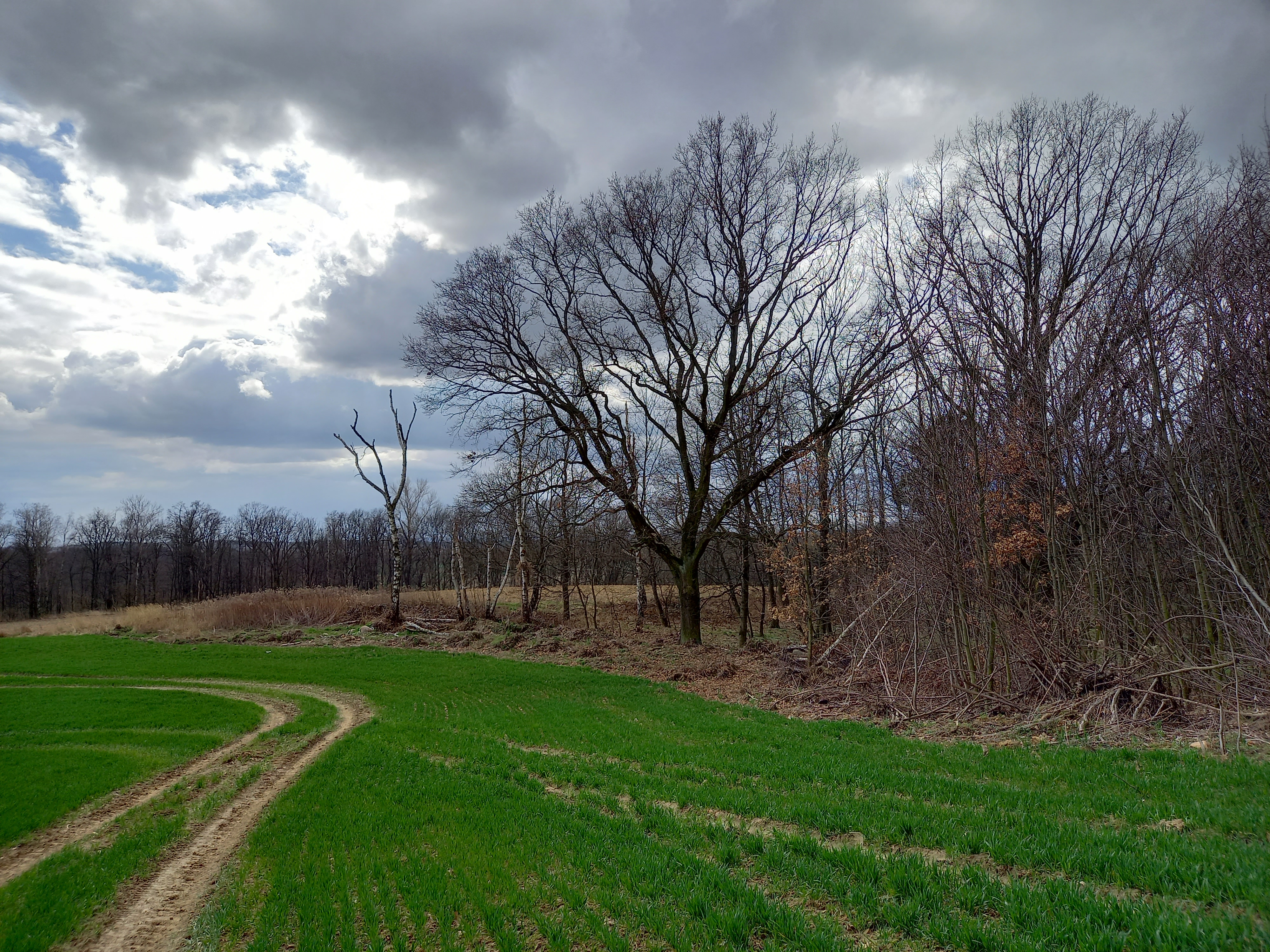
droga wzdłuż punktu głównego
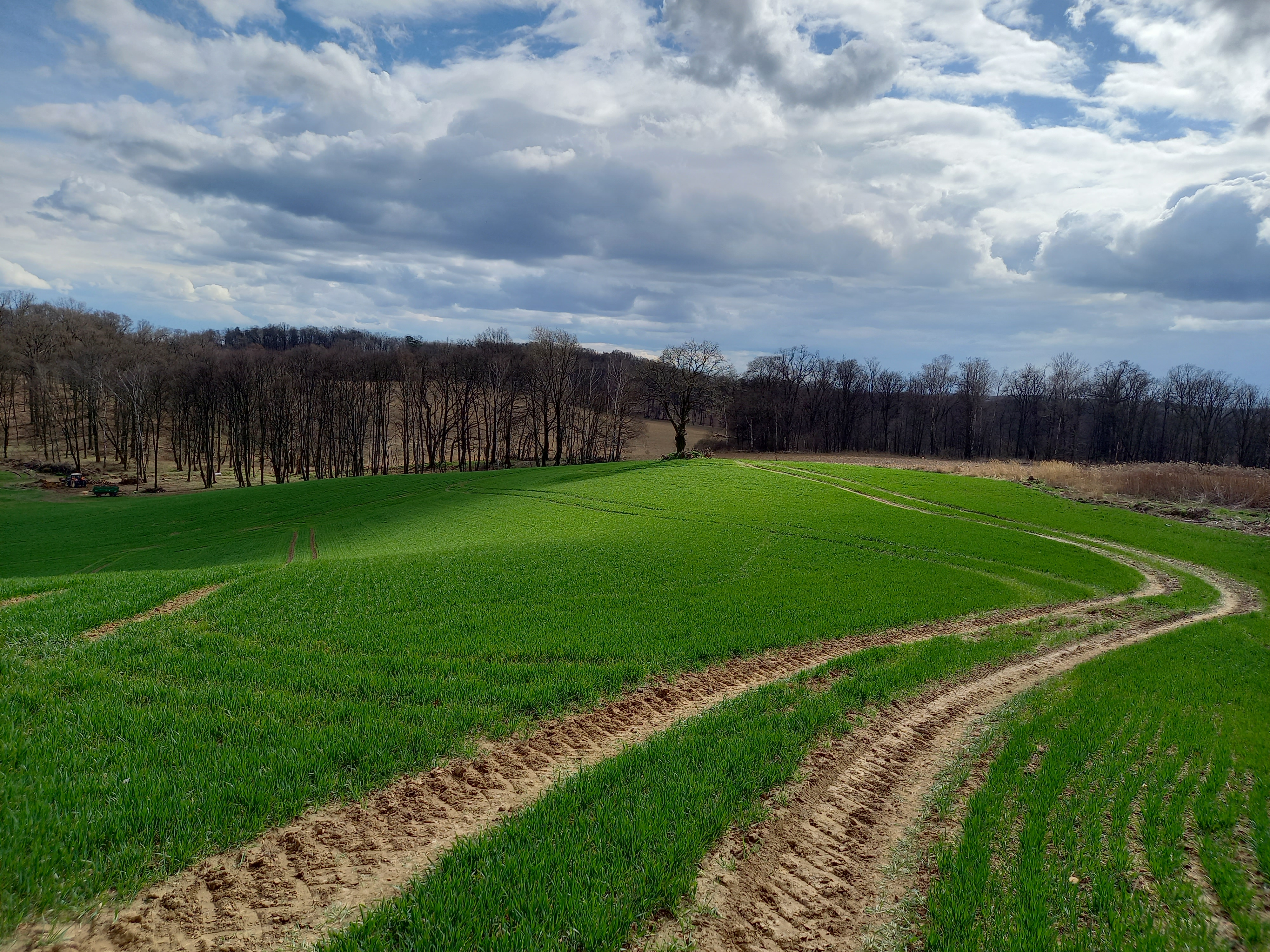
widok w kierunku Dębowego Wierchu
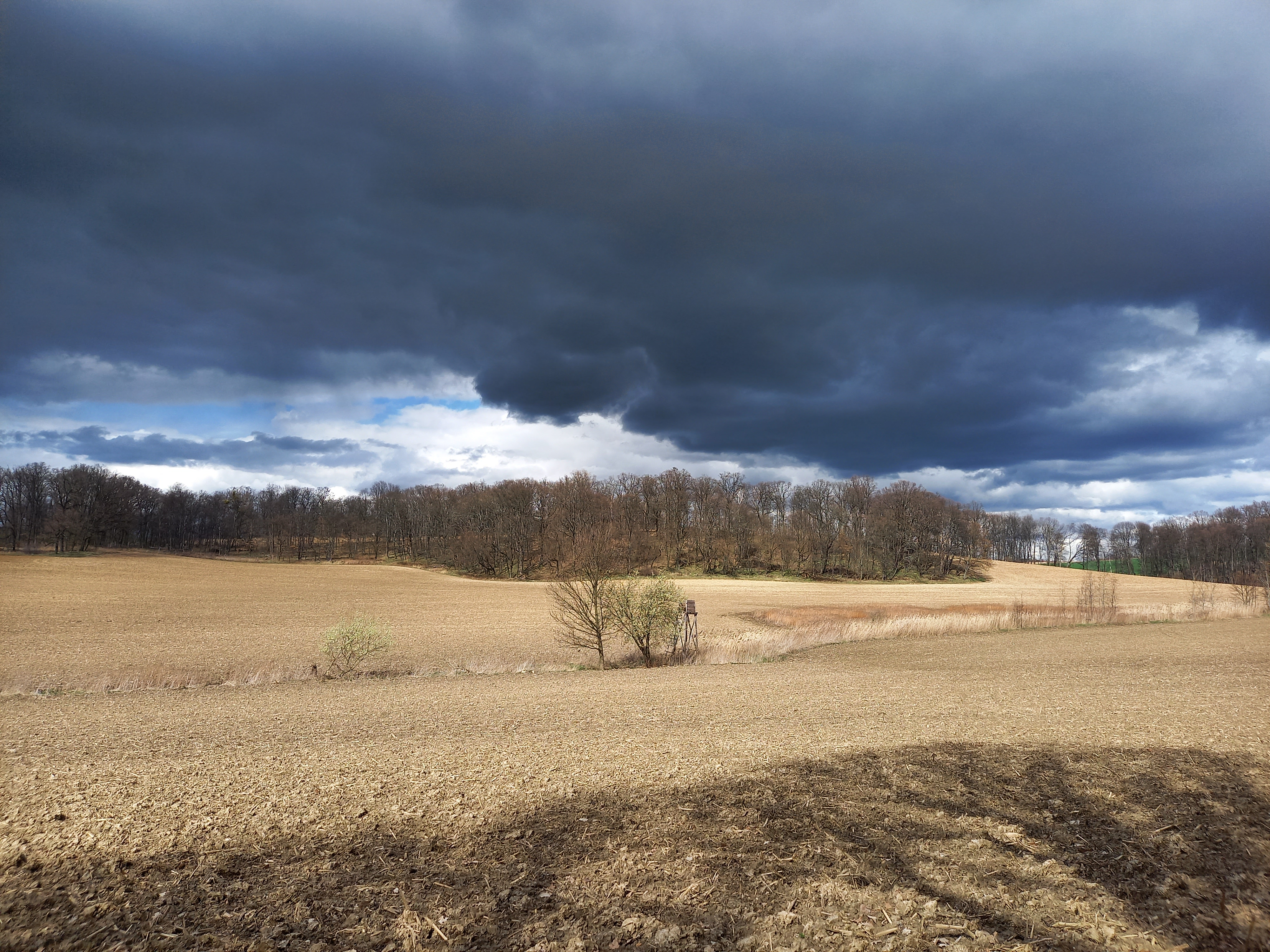
widok od Dębowego Wierchu